# Beardfish
Beardfish – szwedzki zespół grający rock progresywny inspirowany twórczością King Crimson i Gentle Giant. Już po nagraniu debiutanckiego albumu, utrzymanego w stylu lat siedemdziesiątych grupa towarzyszyła w trasie koncertowej takim zespołom jak Anekdoten i Paatos, później występowała m.in. z The Tangent. W roku 2010 Beardfish wystąpił na scenie razem z zespołem Pain of Salvation w trakcie trasy koncertowej promującej nowy album grupy − Road Salt One. W sumie zespoły zagrały w trasie trzynaście koncertów w różnych europejskich miastach. Beardfish wydaje swoje albumy m.in. pod szyldem znanej wytwórni InsideOut Music. Nagrywając wydany w dwóch częściach album Sleeping in Traffic grupa scementowała swój styl jako mieszankę wpływów Gentle Giant, Franka Zappy jak i symfonicznego Camel. W aranżacjach nie brakuje również teatralnych elementów z tendencjami do Musicalu. Zespół nagrał dotychczas pięć albumów studyjnych.

## Muzycy

### Obecni członkowie
- Rikard Sjöblom − śpiew, instrumenty klawiszowe
- David Zackrisson − gitara
- Robert Hansen − gitara basowa
- Magnus Östgren − perkusja

### Byli członkowie
- Stefan Aronsson − instrumenty klawiszowe, flet
- Petter Diamant − perkusja
- Gabriel Olsson − gitara basowa

## Życiorys
Grupa została założona w roku 2001, przez wokalistę i klawiszowca Rikarda Sjöbloma i gitarzystę Davida Zackrissona. W krótkim czasie zespół uzupełnili szkolni przyjaciele − basista Robert Hansen wraz z perkusistą Magnusem Östgrenem. Na pierwszym albumie zespół nagrywał w kwintecie ze Stefanem Aronssonem, który był właścicielem studia nagrań gdzie tworzyła grupa.
Pierwszy długogrający album grupy Från En Plats Du Ej Kan Se został wydany w roku 2003 nakładem 500 egzemplarzy. Następny album The Sane Day, już dwupłytowy i zawierający wyłącznie teksty w języku angielskim, został wydany w roku 2006. Grupa nie przestała grać i natychmiast po nagraniu krążka zdecydowała się stworzyć dwuczęściowe dzieło: Sleeping in Traffic. W trakcie prac nad nowym albumem w 2006 roku Beardfish został zaproszony na słynny festiwal ProgDay w Chapel Hill w Stanach Zjednoczonych. Grupa zostaje zauważona także przez znaną wytwórnię InsideOut Music co zaowocowało możliwościa nagrania następnego albumu pod jej szyldem oraz dalszą współpracą. W roku 2007 został wydany album Sleeping in Traffic: Part One. Zespół zabrał się do pracy nagrywając najdłuższą kompozycję grupy: 35-minutową suitę − Sleeping in Traffic. Utwór stał się ukoronowaniem serii i jednocześnie najbardziej rozpoznawalnym dziełem grupy. Inne utwory na drugą część albumu zespół nagrywa w roku 2008, kiedy to również album został wydany. Nowy album zebrał doskonałe recenzje a zespół został zaproszony do wspólnego grania na trasie Progressive Nation 2009 razem z legendarnymi Dream Theater, Pain of Salvation i Zappa Plays Zappa. Niestety organizator trasy promocyjnej a jednocześnie wytwórnia zespołu stracił płynność finansową, co spowodowało odwołanie trasy a także innych koncertów grupy. Mimo tych niepowodzeń, Beardfish nagrał w roku 2009 swój następny album Destined Solitaire. W roku 2010, główna postać zespołu − Rikard Sjöblom zdecydował się stworzyć projekt solowy pod nazwą Gungfly. W ramach przedsięwzięcia artysta nagrał album Please Be Quiet.

## Dyskografia
- Från En Plats Du Ej Kan Se (2003)
- The Sane Day (2006)
- Sleeping In Traffic: Part One (2007)
- Sleeping In Traffic: Part Two (2008)
- Destined Solitaire (2009)
- Mammoth (2011)
- The Void (2012)
- +4626- Comfortzone (2015)